# Alemannia Aachen
Alemannia je njemački nogometni klub iz Aachena. Svoje utakmice igraju na stadionu Tivoli. Trenutačno se natječe u 3. Ligi.

### Poznati igrači kluba
| - Sami Allagui - Vladimir Beara - Jörg Beyel - Stefan Blank - Andreas Brandts - Dennis Brinkmann - Florian Bruns - Leo Bunk - Norbert Buschlinger - Dirk Caspers - Roger Claessen - Hubert Clute-Simon - Karl Del’Haye - Günter Delzepich - Jupp Derwall - Wolfgang Dramsch - Marius Ebbers | - Hans-Jürgen Ferdinand - Torsten Frings - Alfred Glenski - Theo Gries - Herbert Gronen - Rolf Grünther - Erwin Hermandung - Valentin Herr - Lewis Holtby - Vedad Ibišević - Ion Ionescu - Hans-Josef Kapellmann - Hannes Kau - Heinz-Josef Kehr - Alexander Klitzpera - Heinz-Gerd Klostermann - Stephan Lämmermann | - Willi Landgraf - Josef Martinelli - Erik Meijer - Jo Montanes - Reinhold Münzenberg - Werner Nievelstein - Gerhard Prokop - Michael Pfeiffer - Karlheinz Pflipsen - Sérgio Pinto - Bernd Rauw - Laurențiu Reghecampf - Sascha Rösler - Simon Rolfes - Bachirou Salou - Jan Schlaudraff | - Moses Sichone - Gerd Richter - Winfried Stradt - Werner Tenbruck - Dean Thomas - Wayne Thomas - Horacio Troche - Eric van der Luer - Erwin Vanderbroeck - Karl Vigna - Aka Willms - Branko Zebec |

## Vanjske poveznice
- Službene klupske stranice
- Abseitsov vodič za njemački nogomet
- Das deutsche Fußball-Archiv Povijesne njemačke nogometne ligaške ljestvice